# Бафетиды
Бафетиды (лат. Baphetidae) — семейство примитивных стегоцефалов, живших в каменноугольном периоде (336,0—306,95 млн лет назад). Одни из первых ископаемых «земноводных», ставших известными науке — впервые описаны У. Даусоном в 1850 году. В то же время, это одни из самых древних последевонских стегоцефалов. Известны практически только по ископаемым черепам. Черепа обычно низкие, по структуре костей близки к примитивным темноспондилам. Желобки боковой линии обычно присутствуют. Орбита расширена вниз и вперёд, образуя подобие «замочной скважины», расширение превосходит орбиту по размерам. Есть довольно значительно развитая «ушная» вырезка (вмещавшая брызгальце). Нёбо закрытое, как у антракозавров, строение таблитчатых костей сходно с таковым у темноспондилов. Есть шов между щекой и крышей черепа, слуховая капсула доходит до таблитчатой кости (опять же, как у антракозавров). Зубы лабиринтодонтные. Развиты крупные клыки на нёбе, краевые зубы также крупные, двухрядные на нижней челюсти. Нижняя челюсть высокая, выше чем верхняя челюсть. По-видимому, рыбоядные хищники, постоянноводные. Назначение расширения глазницы неясно. Высказываются следующие предположения: в «окне» могло быть крепление мышц, какие-либо железы (ядовитые либо солевыводящие), электрические органы.
Систематическое положение бафетид неясно. Традиционно их сближали с темноспондилами, но сейчас считается, что они находятся где-то у основания ствола стегоцефалов (четвероногих в широком смысле). Впрочем, существует предположение об их родстве с антракозаврами. В последнем случае их в качестве отряда Loxommoidea включают в подкласс Reptiliomorpha.
Описаны 4 рода бафетид:
- Baphetes — описан Р. Оуэном в 1854 году. Типовой вид — B. planiceps. Крупное животное, достаточно низкий округло-треугольный череп достигал 30 см в длину. Происходит из позднего карбона (башкирская — московская эпохи) Британии, Чехии и Огайо. 5—6 видов.
- Loxomma — описана Т. Гексли в 1862 году. Типовой вид — L. allmanni. Чрезвычайно сходна с бафетесом, но мельче, череп относительно шире и короче. Длина черепа до 25 см. Происходит из позднего карбона (башкирская эпоха, вестфал А) Британии. Примерно 3 вида.

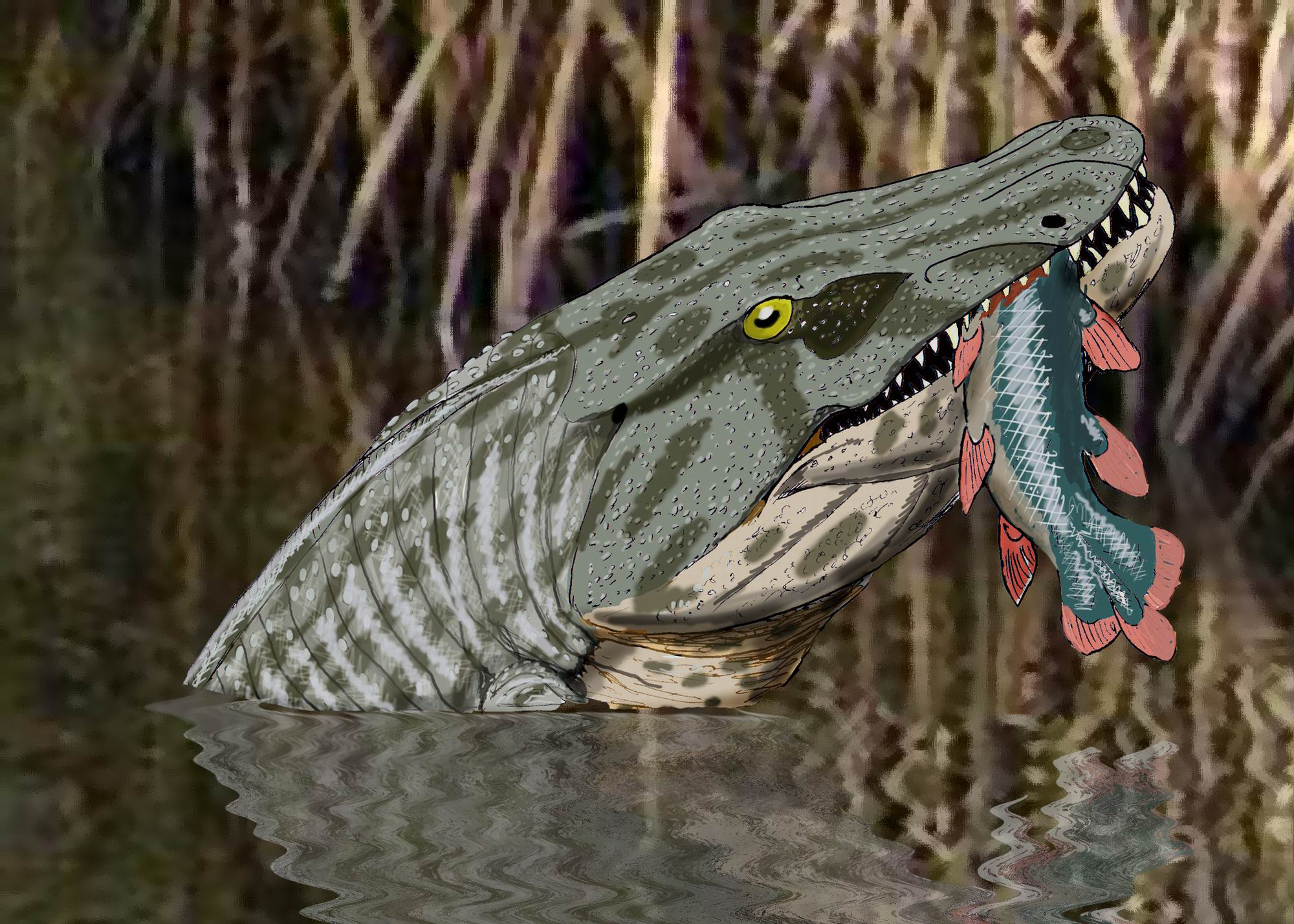
Megalocephalus

- Megalocephalus — род выделен Кейзом в 1946 году. До этого был известен как Orthosaurus (название преоккупировано). Типовой вид — M. pachycephalus. Всего 3 вида, из позднего карбона (башкирская — московская эпохи) Ирландии, Британии и Огайо. Самый крупный бафетид — череп до 35 см длиной. Череп узкий и довольно длинный. Очень мощные зубы.
- Kyrinion — описан Дж. Клак в 2003 году. Типовой вид — K. martilli, из позднего карбона Нортумберленда. Крупный бафетид, до 1,8 метров длиной.

К бафетидам может принадлежать также знаменитая Eucritta melanolimnetes или «существо из чёрной лагуны». (Название дано в честь фантастического фильма «Чудовище из Чёрной Лагуны».) Этот мелкий стегоцефал описан Дж. Клак в 1998 году из отложений Ист-Кирктона в Шотландии. Возраст эукритты — раннекарбоновый (визей). Длина животного около 30 см. Череп короткий, полукруглый. Глазницы расширены вперёд-вниз незначительно (больше у взрослых особей). Тело относительно короткое, конечности мощные. Зубы мелкие, есть нёбные «клыки» и ряды зубчиков на нёбе. Анатомия эукритты включает признаки как рептилиоморфов, так и темноспондилов. По-видимому, это наиболее примитивный бафетид. Впрочем, в последнее время её сближают с темноспондилами. 

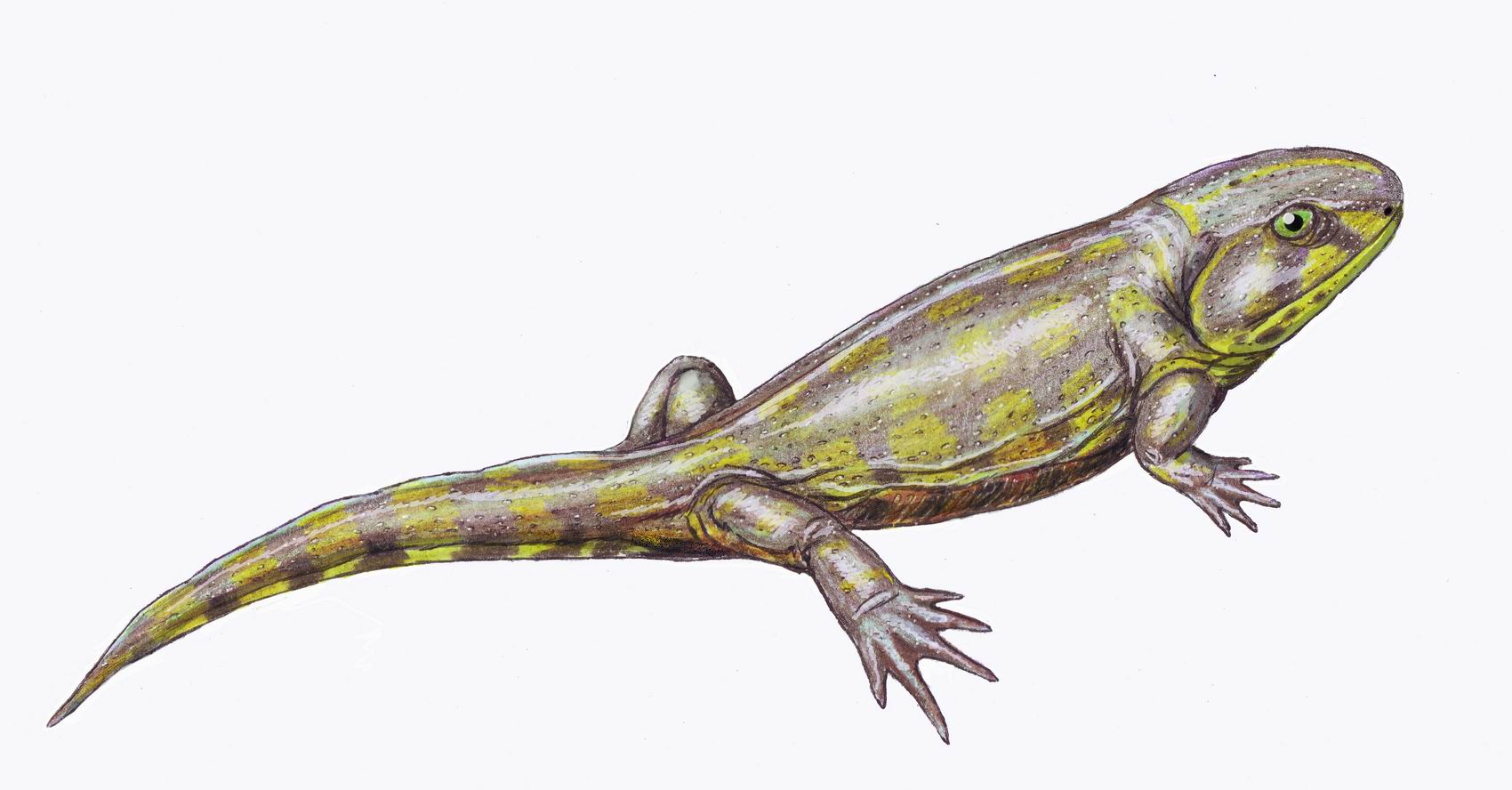
Eucritta melanolimnetes

В особое семейство выделяется Spathicephalus — удивительное четвероногое с очень плоским черепом и крайне мелкими зубами. Описан Д. М. С. Уотсоном в 1926 году. Длина черепа 22 см, при взгляде сверху череп почти прямоугольный. Нёбные клыки не развиты. Как и у бафетид, глазницы расширены вперёд. По-видимому, питался мелкими водными беспозвоночными (как пермские лантанозухи). Два вида, из раннего карбона (серпуховская эпоха) Новой Шотландии в Северной Америке и позднего карбона (начало башкирской эпохи) Британии. Часто включается в состав локсомматоидов.
Бафетиды — тупиковая ветвь, одна из многочисленных ветвей карбоновых тетрапод, «эксперимент» эволюции, не оставивший потомков.